# Joseph Johann von Littrow

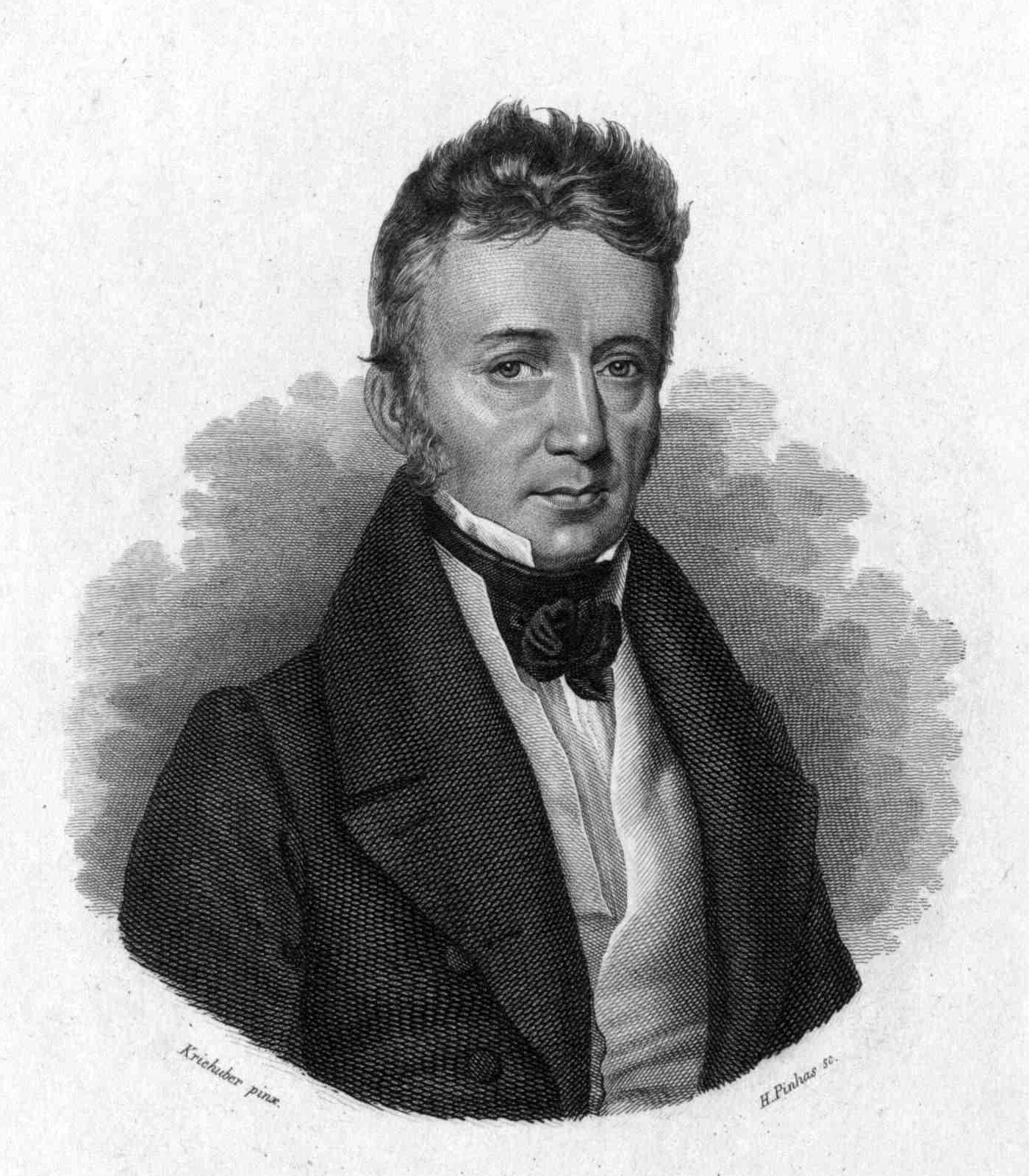
J. J. von Littrow, Kupferstich von H. Pinhas nach Josef Kriehuber

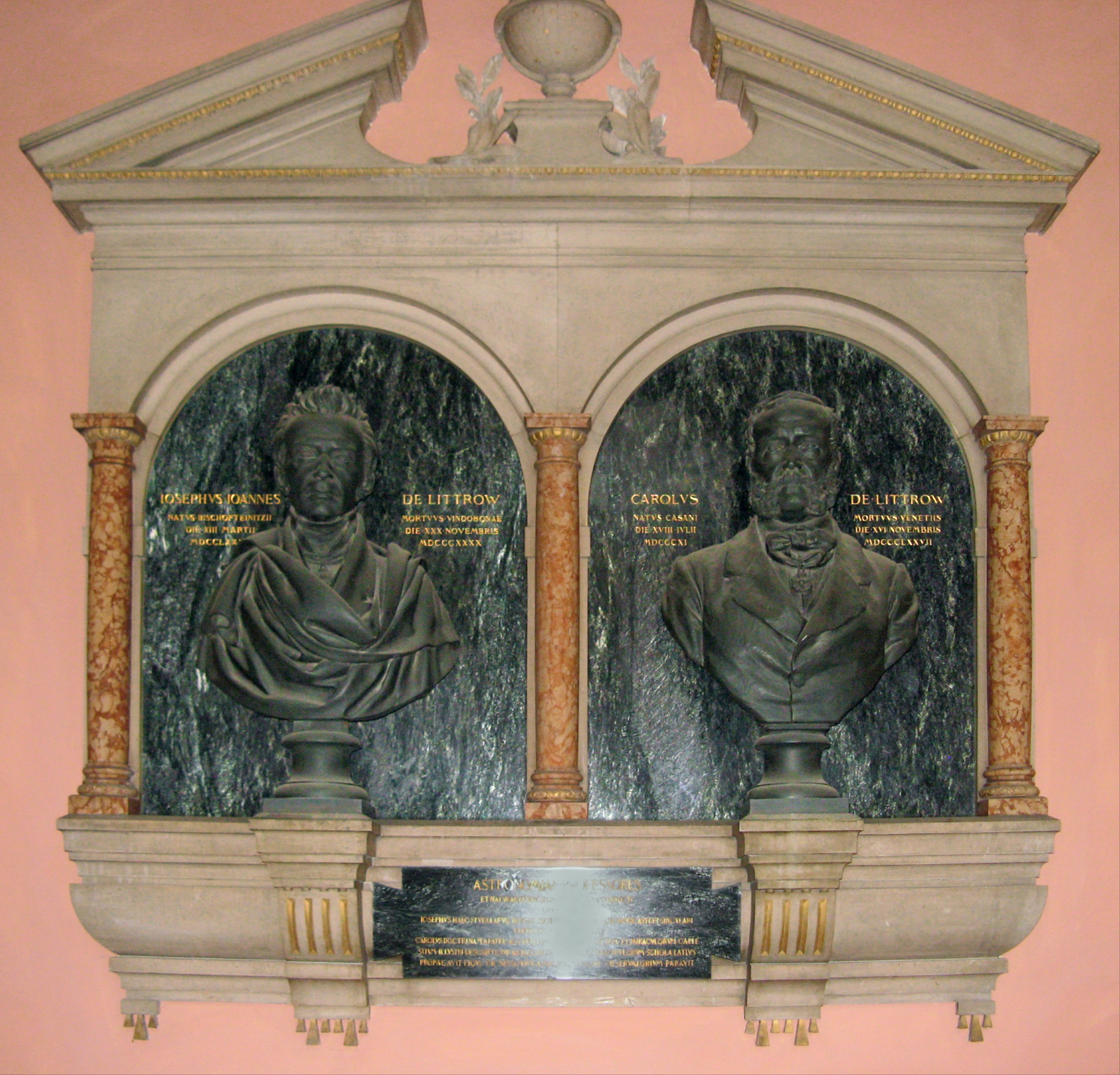
H. Bitterlich: Joseph Johann und Carl Littrow (Universität Wien)

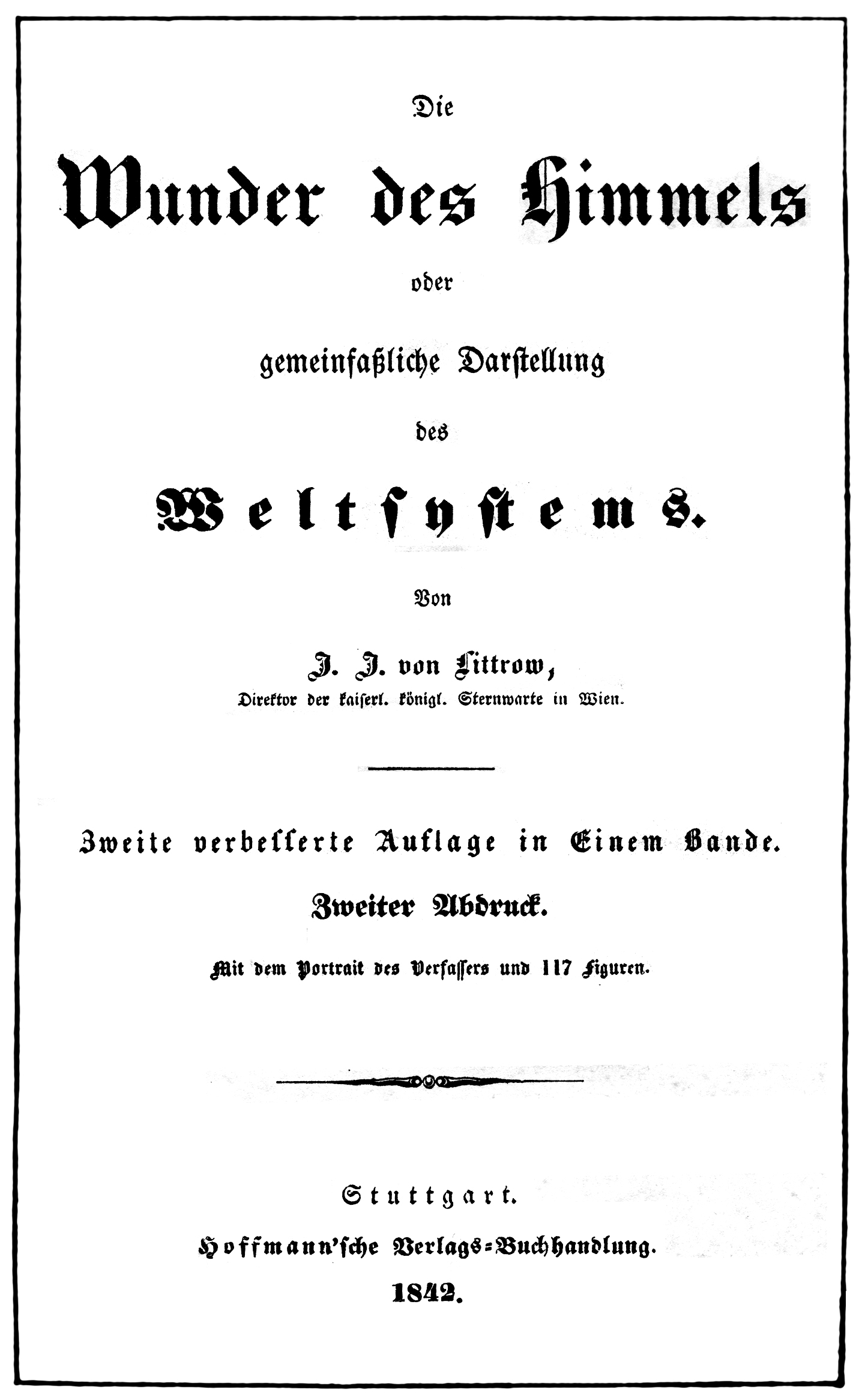
Die Wunder des Himmels, 1842

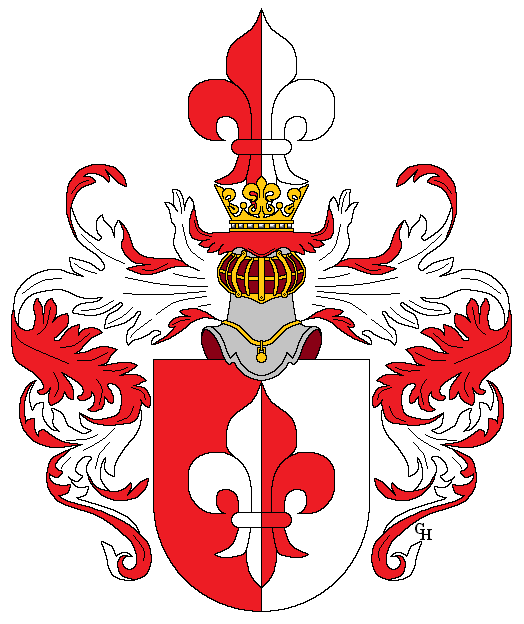
Familienwappen der Edlen von Littrow, verliehen 1836 an Joseph Johann Littrow

Joseph Johann Littrow, seit 1836 Edler von Littrow, in der Literatur auch als Johann Josef Littrow angegeben, (* 13. März 1781 in Bischofteinitz in Westböhmen; † 30. November 1840 in Wien) war ein österreichischer Astronom und Initiator der neuen Universitätssternwarte Wien. Neben seinen Fachpublikationen machte ihn vor allem das gut verständliche, dreibändige Lehrbuch Die Wunder des Himmels von 1834/36 bekannt, das bis 1963 in elfter Auflage erschien.

## Herkunft und Angehörige
Joseph Johann Littrow war der Sohn des Kaufmanns Anton Littrow aus Livland, der sich bis 1807 Lyttroff schrieb. Er heiratete 1808 Karoline von Ulrichsthal (1792–1833), eine Tochter des Franz Ulrich von Ullrichsthal. Der Ehe entstammen 12 Kinder, unter diesen
- der Kartograf und spätere Kapitän Heinrich von Littrow (* 1820 in Wien, † 1895 in Abbazia),
- der Feldmarschalleutnant Franz Anton von Littrow (* 1821 in Wien, † 1886 in Wien)[2], verehelicht mit der Frauenrechtlerin Auguste (1833–1918), Tochter des Pädiaters Ludwig Wilhelm Mauthner von Mauthstein. Franz von Littrow wurde 1861 in den österreichischen Ritterstand erhoben.
- und der Astronom Karl Ludwig von Littrow (* 18. Juli 1811 in Kasan, † 1877 in Venedig), der ihm als Sternwartedirektor nachfolgte; verheiratet mit der Schriftstellerin Auguste von Littrow, Tochter des Mediziners Ignaz Rudolf Bischoff von Altenstern (* 1784 Kremsmünster, † 1850 Wien, geadelt 1836), Professor und Primar in Prag, seit 1826 Professor für Physiologie in Wien.
- Auguste Littrows literarischer Salon war ein geistiger Mittelpunkt Wiens. Franz Grillparzer nannte sie scherzhaft „Frau Astronom“. Sie ist Verfasserin von Beiträgen zur Erwerbstätigkeit der Frau und zur Einstellung geprüfter Volksschullehrerinnen und erwarb Anerkennung für ihren Einsatz zur Förderung des Wiener Frauenerwerbsvereins.

## Als Autodidakt zur Astronomie-Professur
Nach Beendigung seiner Schulzeit begann Josef Johann Littrow an der Karls-Universität Prag an mehreren Fakultäten Vorlesungen zu hören, vor allem Rechtswissenschaften und Theologie. Einer seiner Dozenten war der Schriftsteller August Gottlieb Meißner. Unterstützt von diesem, gründete er mit Freunden die Zeitschrift Die Propyläen. Seine Studien brach er 1803 ab und wurde Hauslehrer und Erzieher bei Graf Johann Baptist von Renard auf Groß-Strehlitz (Strzelce Opolskie) in Schlesien, Besitzer des kgl. Lehensgutes Dorf-Teschen bei Troppau (Opava), verehelicht mit Aloysia Gräfin Gaschin, der Tochter des Amand Graf von Gaschin (* um 1730), Lehensherr auf Katscher, verehelicht mit Charlotte Freiin von Reisswitz und Kaderzin.
In Schlesien vertiefte er sich als Autodidakt in Mathematik und Astronomie. Nach einer ausgezeichneten Konkursarbeit wurde er im November 1807 zum Professor für Astronomie an die Jagiellonen-Universität (Krakau) berufen. Als die Stadt von Truppen Polens und Frankreichs besetzt wurde und die Stadt zum Herzogtum Warschau kam, ging er Ende 1809 an die Universität in Kasan, um dort eine Übungs-Sternwarte zu gründen. Dort wurde 1811 sein Sohn Karl Ludwig geboren, der ihm später als Astronom nachfolgte. 1816 wechselte Littrow als Co-Direktor zur neuen Sternwarte auf dem Blocksberg in Ofen (Buda) und übernahm 1819 eine Astronomie-Professur an der Universität Wien.

## Ausbau der Universitäts-Sternwarte in Wien
Als Direktor der Universitätssternwarte und ab 1838 als Dekan strebte er mit fachlichem Weitblick die Verlegung des Observatoriums aus der Innenstadt an die Peripherie an, doch gelang dies erst in den 1870er-Jahren seinem Sohn und Nachfolger Karl Ludwig.
Umsetzen konnte er hingegen bis 1825 einen vollständigen Umbau der veralteten Sternwarte und ihre Ausrüstung mit guten Instrumenten mittlerer Größe. Neben einem Meridiankreis und einem lichtstarken Kometensucher war dies vor allem ein hervorragender Fraunhofer-Refraktor von 6 Zoll (16 cm) Öffnung, geliefert und montiert von Reichenbachs und Fraunhofers Mathematisch-Feinmechanischem Institut in München. Von dieser Werkstatt kamen zwei weitere Fernrohre und ein Reichenbach'sches Universalinstrument. Bei der weiteren Ausstattung arbeitete Littrow auch mit dem Wiener Mechaniker und Optiker Simon Plößl zusammen, der durch seinen präzisen Linsenschliff und die Entwicklung des Plössl-Okulars in ganz Mitteleuropa bekannt wurde. Fünf astronomische Pendeluhren von Molyneux, Graham, Auch und Geist bildeten die Zeitreferenz. Zur Justierung der Fernrohre ließ er die Meridiansäulen am Wienerberg errichten.
Um die mit den Observatoren und Adjunkten getätigten Beobachtungen geeignet publizieren zu können, gründete er die Annalen der Universitätssternwarte, die ab 1821 regelmäßig erschienen. Als Hochschullehrer war Littrow sehr geschätzt und gab seine mathematischen und astronomischen Vorlesungen in Form einiger Lehrbüchern heraus. Im Jahr 1829 wurde er Mitglied der Leopoldina. Seit 1838 war er korrespondierendes Mitglied der Académie des sciences in Paris.
1834–36 veröffentlichte Littrow das populärwissenschaftliche Buch Die Wunder des Himmels, von dem in wenigen Jahren 14.000 Exemplare gedruckt wurden. Das dreibändige Werk – welches bis 1963 in 11 Auflagen von verschiedenen Autoren immer wieder neu bearbeitet wurde – entwickelte sich zu einem Klassiker der astronomischen Literatur und machte Littrow im 19. Jahrhundert zum meistgelesenen deutschsprachigen Astronomen. In einer Rezension im „Stuttgarter Neuen Tageblatt“ wird das Werk als „das klassische Astronomie-Buch“ bezeichnet. Konradin Ferrari d’Occhieppo schreibt ihm eine ähnliche Breitenwirkung zu wie dem Naturforscher Alexander von Humboldt und dessen Kosmos – Entwurf einer physischen Weltbeschreibung 1845–1861. Littrow plante ursprünglich, als letzten Teil seiner Wunder des Himmels eine umfangreiche Geschichte der Astronomie zu veröffentlichen. Dieses Vorhaben konnte er jedoch nicht vollenden. Seine Astronomiegeschichte blieb Manuskript. Erst 2016 konnte dieses Littrowsche Werk – ergänzt um zahlreiche Anmerkungen – aus seinem Nachlass veröffentlicht werden.
1836 wurde Joseph Johann Littrow durch Kaiser Ferdinand I. in den erblichen österreichischen Adelstand erhoben, womit auch seine Söhne, deren Familien und Nachkommen dem Adelstand angehörten. 1838 erhielt er als Dr. phil. h. c. die Ehrendoktorwürde der Universität Wien. Seit 1814 war er korrespondierendes Mitglied der Russischen Akademie der Wissenschaften.
Von 1839 an arbeitete Littrow an einer Übersetzung des Werkes Geschichte der inductiven Wissenschaften des britischen Philosophen und Wissenschaftshistorikers William Whewell. Die Übersetzung erschien in 3 Bänden ab 1840.
Als Hochschullehrer entfaltete er eine sehr fruchtbare Tätigkeit; durch seine theoretischen Untersuchungen veranlasste er Plößl zur Ausführung der dialytischen Fernrohre. Littrow war auch eine Autorität auf dem Gebiet der Versorgungsanstalten. Seine wissenschaftlichen Aufsätze erschienen gesammelt als Vermischte Schriften (Stuttgart 1846, mit Biografie). Von seinen zahlreichen Schriften machten ihn namentlich seine populären Vorträge über Sternkunde, die er in der Wiener Zeitschrift für Kunst und Litteratur mitteilte, bekannt. Er publizierte auch für das wissenschaftliche Feuilleton der Wiener Zeitung.

## Schriften
- Theoretische und praktische Astronomie. 3 Bände. Wien 1821–27. (Digitalisat)
- Über Höhenmessung durch Barometer. Wien 1821.
- Dioptrik, oder Anleitung zur Verfertigung der Fernrohre. Wien 1830.
- Über den gefürchteten Kometen des gegenwärtigen Jahres 1832 und über Kometen überhaupt. Wien 1832. (Digitalisat)
- Ueber Lebensversicherungen und andere Versorgungsanstalten. Beck, Wien 1832. (Digitalisat)
- Die Wahrscheinlichkeitsrechnung in ihrer Anwendung auf das wissenschaftliche und practische Leben. Beck,, Wien 1833, urn:nbn:de:hbz:061:1-498417.
- Gnomonik, oder Anleitung zur Verfertigung aller Arten von Sonnenuhren. Wien 1833.
- Die Wunder des Himmels. 3 Teile. Stuttgart 1834–36. (2. verbesserte Auflage in 1 Band, Stuttgart 1837) (Digitalisat). 11. Auflage, völlig neu bearbeitet von Karl Stumpff, Bonn 1963.
  - Band 1: Theoretische Astronomie oder allgemeine Erscheinungen des Himmels. Stuttgart 1834. (Digitalisat und Volltext im Deutschen Textarchiv)
  - Band 2: Beschreibende Astronomie oder Topographie des Himmels. Stuttgart 1835. (Digitalisat und Volltext im Deutschen Textarchiv, Digitalisat)
  - Band 3: Physische Astronomie oder Gesetze der himmlischen Bewegungen. Beschreibung und Lehre vom Gebrauch der astronomischen Instrumente. Stuttgart 1836. (Digitalisat und Volltext im Deutschen Textarchiv, Digitalisat)
  - [Band 4]: Zusätze zur ersten Auflage von J. J. von Littrow's Wunder des Himmels. [1837] Digitalisat
- Über Sterngruppen und Nebelmassen des Himmels. Wien 1835. Digitalisat
- Geschichte der Entdeckung der allgemeinen Gravitation durch Newton. Beck, Wien 1835. Digitalisat
- Die Doppelsterne. Beck, Wien 1835. Digitalisat
- Anleitung zur höheren Mathematik. Wien 1836, urn:nbn:de:hbz:061:1-498165.
- Anfangsgruende der gesamten Mathematik. Gerold, Wien 1838. Digitalisat
- Atlas des gestirnten Himmels. Für Freunde der Astronomie herausgegeben. Hoffmann, Stuttgart 1839. (Digitalisat der Linda Hall Library)
  - 2., verb. u. verm. Auflage. / hrsg. von Karl von Littrow. Hoffmann, Stuttgart 1854. (Digitalisat)
  - 3. Auflage. Weise, Stuttgart 1866. Digitalisat
- Handbuch zur Umrechnung der vorzüglichsten Münzen, Maße und Gewichte. Stuttgart 1832.
- Geschichte der inductiven Wissenschaften. Nach dem Englischen des W. Whewell mit Anmerkungen von J. J. v. Littrow. Stuttgart 1840 f.
- Vermischte Schriften. 3 Bände. hrsg. von Karl Ludwig von Littrow. Stuttgart 1846.
- J. J. v. Littrow's Vergleichung der vorzüglichsten Maße, Gewichte und Münzen. Beck, 1844. Digitalisat
- Littrows Geschichte der Astronomie. Hrsg. von Günter Bräuhofer, Thomas Posch und Karin Lackner. Würzburg 2016. Link zum Verlag

## Würdigungen

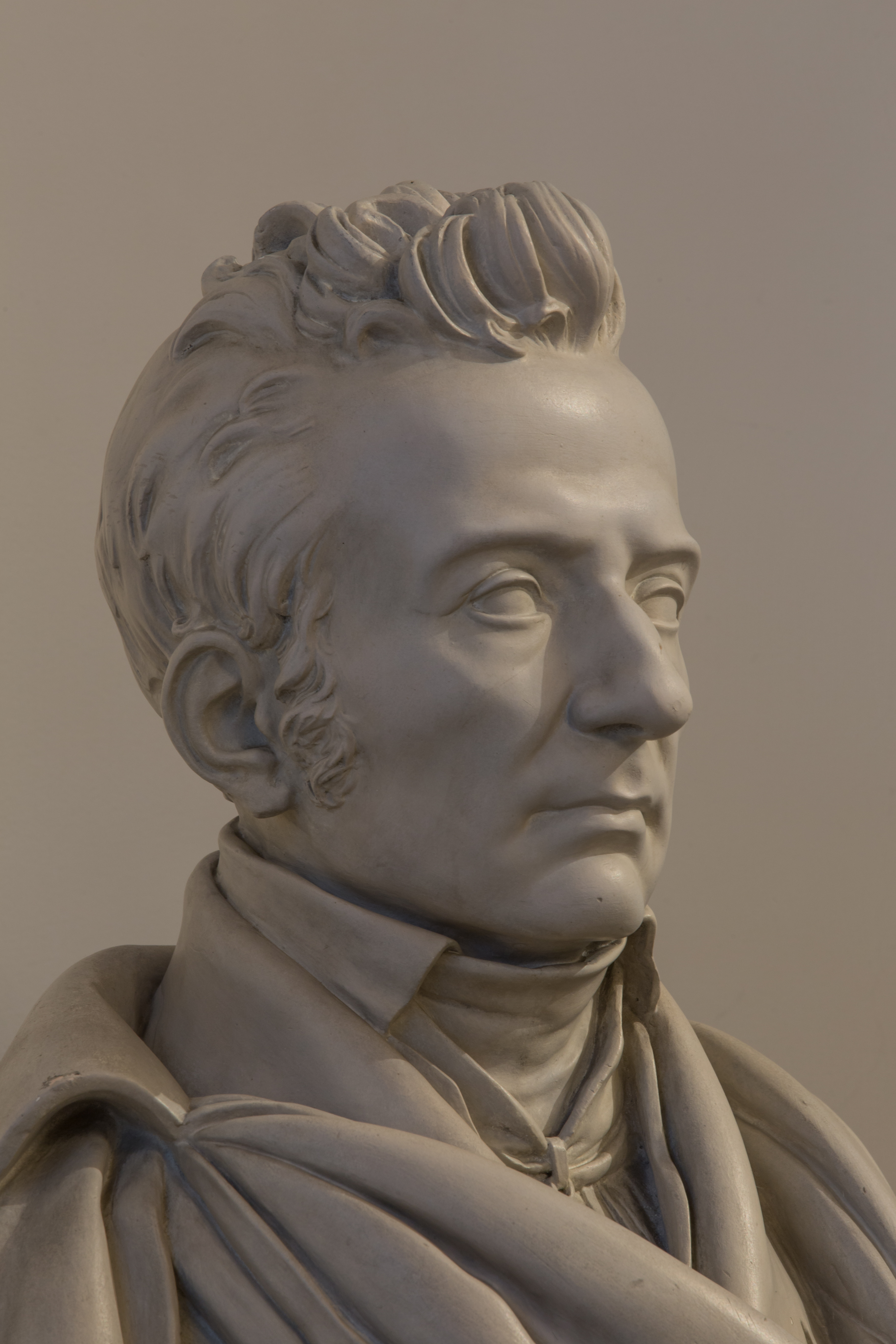
Littrow-Büste in der Neuen Aula (Sitz der Akademie der Wissenschaften)

- 2012 wurde der Hörsaal des Instituts für Astrophysik der Universität Wien in „Littrow-Hörsaal“ umbenannt. Damit soll das Wirken J. J. von Littrows, seines Sohnes K. L. von Littrow und seines Enkels Otto von Littrow an der Universität Wien gewürdigt werden.
- 1827 wurde J. J. von Littrow Kommandeur des russischen Annenordens[11]

### Gedenken durch Namensgebungen im Weltall
Littrow starb am 30. November 1840 im Alter von 59 Jahren. Zu seinem Gedenken wurden auf dem Erdmond im Mare Serenitatis der Krater Littrow, die Rimae Littrow, ein System von Mondrillen sowie die Catena Littrow, eine Kraterkette, und das Tal Taurus-Littrow benannt. In der Nähe des Littrow-Kraters landeten 1972 zwei Astronauten der Apollo 17-Mission.